# Wouterswoude
Wouterswoude (officieel, Fries: Wâlterswâld, [vɔtəz’vɔ:t]) is een dorp in de gemeente Dantumadeel, in de Nederlandse provincie Friesland.
Het ligt ten zuidoosten van Dokkum en ten oosten van Damwoude. Aan de oostkant van Wouterswoude ligt het tweelingdorp Driesum, waarmee Wouterswoude een aantal verenigingen deelt. Het gezamenlijke dorpshuis, De Nije Warf staat in Wouterswoude.
In 2023 telde het dorp 955 inwoners. Het dorp is verdeeld over twee woonkernen. Deze worden aangeduid als Noord (Noard) en Zuid (Súd). De woonkern van Zuid ligt aan de Foarwei (en de Kerklaan (Tsjerkeloane)), in geklemd tussen Damwoude en Driesum. De woonkern van Noord ligt aan de Achterwei en is een meer los gelegen kern. De Kerklaan (Tsjerkeloane) verbindt de twee kernen van oorsprong met elkaar.
Sinds 2009 is de Friese naam van het dorp de officiële. Waar voorheen op de plaats- en straatnaamborden zowel de Friese als de Nederlandse namen werden vermeld, worden sinds 2009 alleen nog de officiële Friese namen vermeld.

## Geschiedenis
Wouterswoude is een van de streekdorpen op de zandruggen tussen Rinsumageest en Driezum. Het is net als veel andere wouddorpen tussen de 11e en 14e eeuw ontstaan door de vestiging van mensen van elders die wegtrokken onder invloed van overstromingen door inklinking van de grond, bevolkingsdruk en het verminderen van de akkergronden in de terpgebieden. Vanaf de hogere zandgronden werd vanuit twee ontginningassen (de Foarwei en de Achterwei) het omringende veengebied opstrekkend verkaveld. Deze percelen zijn nog altijd herkenbaar aan de elzensingels en houtwallen die onderdeel vormen van het coulisselandschap. De beide ontginningassen verwijzen naar een gedeeltelijke verplaatsing van het dorp (vanuit de oorspronkelijke ontginningsas aan de Achterwei) die nooit voltooid is. De tussenliggende ruimte is altijd open gebleven. 
De zuidelijke kern is in de 20e eeuw uitgegroeid tot een komdorp tussen Dantumawoude (later onderdeel van Damwoude) en Driezum.

## Religie
Samen met Driesum staat Wouterswoude bekend als reformatorische enclave in Friesland. De Hervormde kerk van Wouterswoude kent een Gereformeerde Bond signatuur en is meegegaan met de kerkfusie van 2004 en maakt thans deel uit van Protestantse Kerk Nederland. Een deel van de Hervormde Kerk te Wouterswoude is niet meegegaan in de fusie en maakt thans deel uit van de Hersteld Hervormde Kerk. Daarnaast is er een gereformeerd vrijgemaakte gemeente en een gereformeerde kerk.

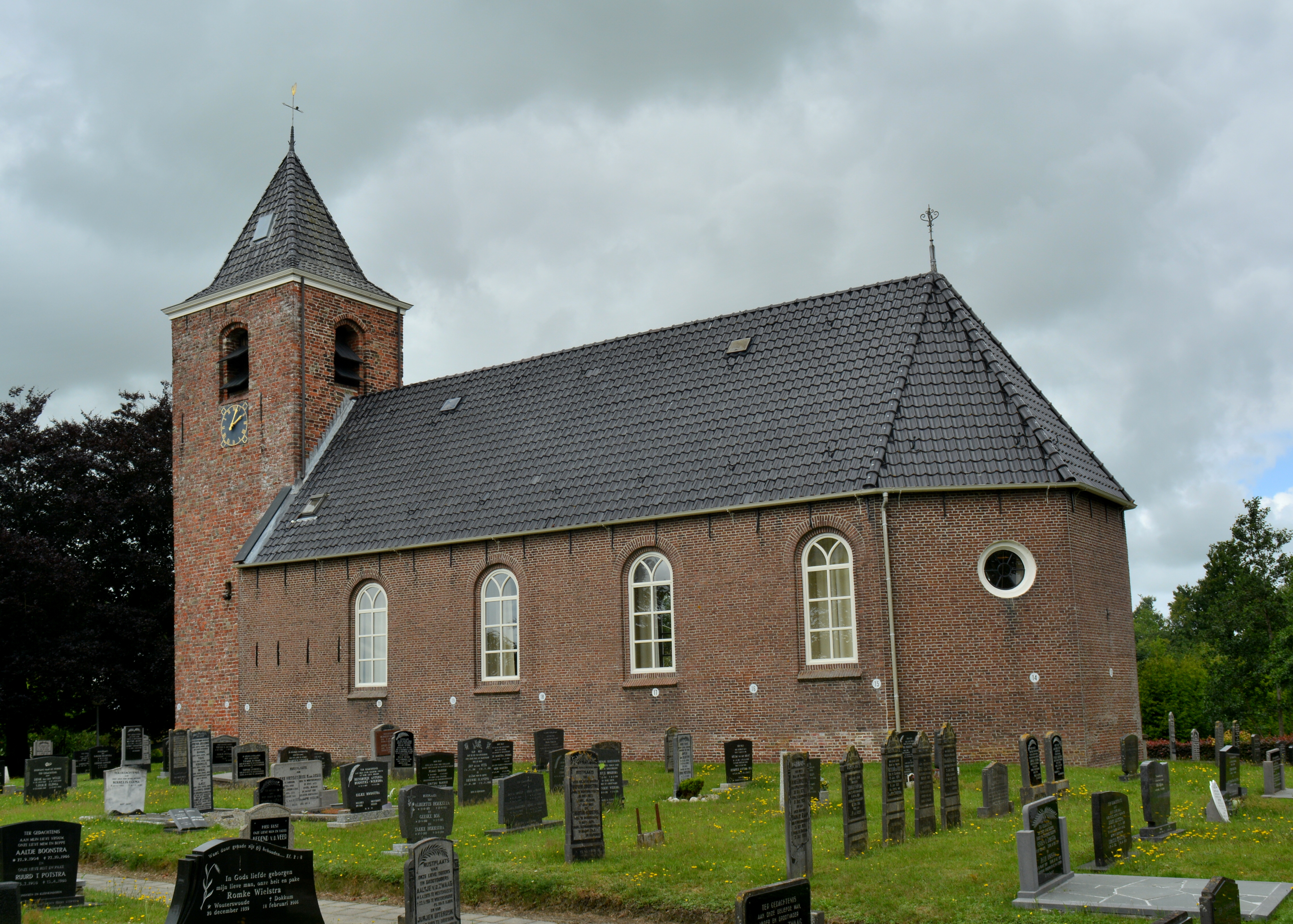
Hervormde kerk
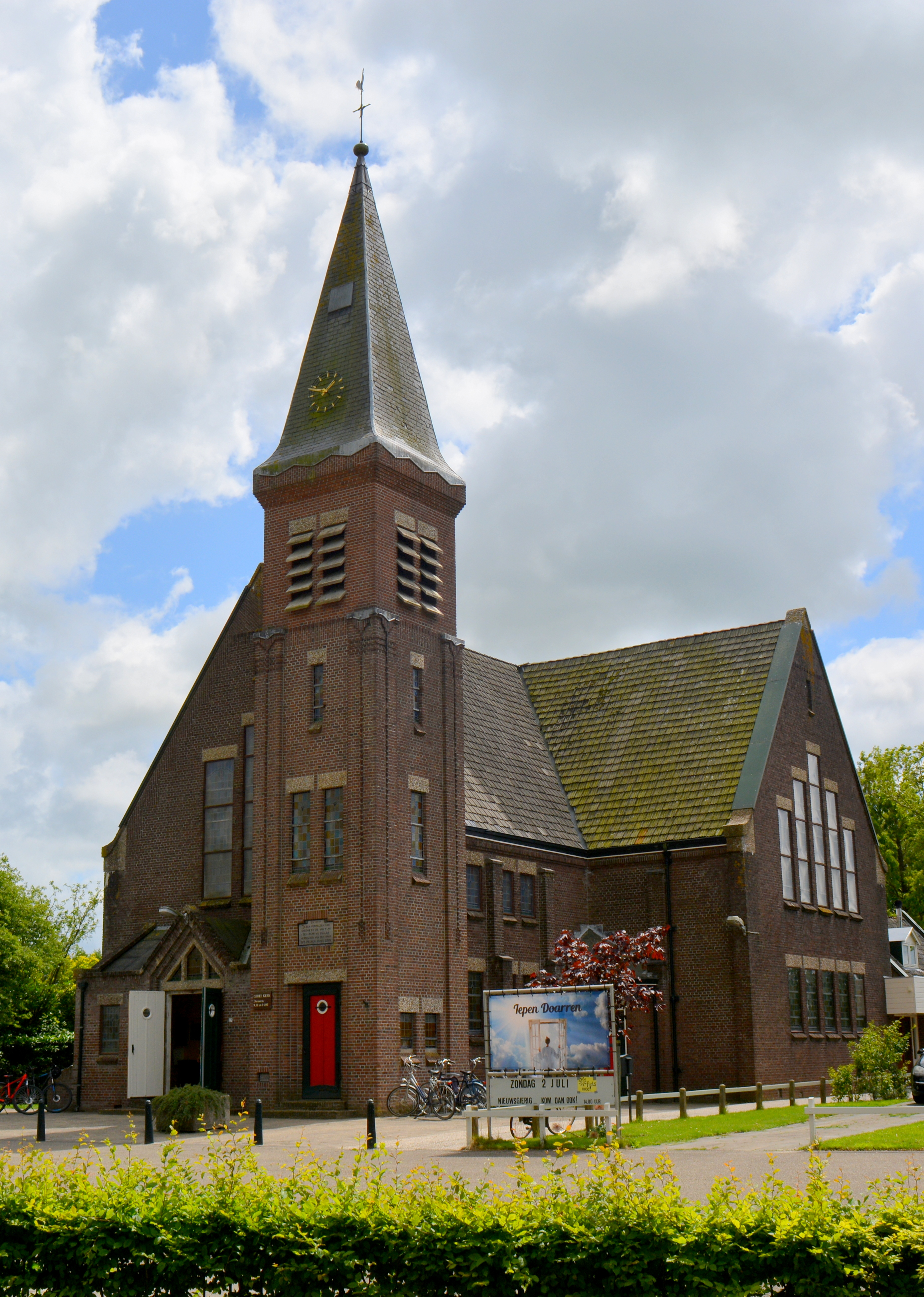
Gereformeerde kerk

## Geboren
- Hette Abma (1917-1992), predikant en politicus, fractievoorzitter SGP in de Tweede Kamer
- Tineke Huizinga (1960), politica
- Jan Kooistra (1959), dichter